# Aderus macrocephalus
Aderus macrocephalus é uma espécie de inseto besouro da família Aderidae. Foi descrita cientificamente por George Charles Champion em 1916.

## Distribuição geográfica
Habita na África do Sul e Tanzânia.